# Piet Koekebakker
Petrus Johannes (Piet) Koekebakker (Amsterdam, 3 april 1924 –  4 november 1997) was een Nederlands voetballer. De aanvaller speelde zijn gehele carrière voor Blauw Wit.

## Loopbaan

### Laat debuut
Piet Koekebakker was 24 jaar toen hij voor het eerst zijn opwachting maakte in het eerste elftal van Blauw Wit. Zijn debuut was op 28 november 1948 in de met 2-3 gewonnen uitwedstrijd tegen Haarlem. Hij groeide op in de oude Kinkerbuurt in Amsterdam waar Blauw Wit een grote aanhang had. In 1939 begon hij met voetballen bij de junioren. De oorlogstijd stond zijn voetbalcarrière in de weg.

### Ondergedoken
Over zijn oorlogsverleden is niet zo veel bekend. Hij was vanaf 1941 een tijdlang ondergedoken maar werd later opgepakt. Na zijn arrestatie verbleef hij tweeënhalfjaar in een concentratiekamp. Hij vertelde in 1968 in een interview in Voetbal International dat hij betrokken was geweest bij een overval op een distributiekantoor.

### Blauw Wit
Vlak na de oorlog verbleef hij als militair drie jaar in Nederlands-Indië. In die tijd voetbalde hij in garnizoenselftallen van Bandoeng en Batavia. In november 1948 kon hij in Nederland zijn voetballoopbaan weer oppakken. Blauw Wit was in opkomst en werd twee jaar op rij, in 1950 en 1951, kampioen in de Eerste klasse. Koekebakker was als midvoor vier jaar clubtopscorer. Voor het eerst in 1950/51 en in 1952/53, 1953/54 en 1954/55.  Door een knieblessure miste hij grotendeels het seizoen 1955/56.

### Eredivisie
Hij keerde na zijn knieoperatie terug als centrumspits. Hij werd in 1956/57 opnieuw clubtopscorer (19 treffers) en Blauw Wit pakte het kampioenschap in de Eerste divisie. Voor het eerst promoveerde de Amsterdamse club naar de Eredivisie. Koekebakker maakte ook op het hoogste niveau zijn faam als topschutter waar en scoorde 18 doelpunten. Het was zijn laatste volledige seizoen als voetballer. In het seizoen 1958/59 kwam hij nog maar een keer in actie, nadat hij eerst gestopt was. In februari 1959 ging hij weer trainen en prompt werd hij weer opgesteld. 

### Manager
Koekebakker behaalde zijn trainersdiploma’s en hij ging in 1959 aan de slag bij VVZ Zaandam. Hij trainde ook de Amsterdamse clubs DWV en De Eland. In januari 1965 werd hij aangesteld bij de amateurtak van Ajax.
Anderhalf jaar later keerde hij terug bij Blauw Wit als manager. Hij was nauw betrokken bij de verhuizing naar de bijvelden van het Olympisch stadion. Want het stadion was te groot en te duur geworden voor Blauw Wit. De club bouwde een kleiner stadion voor 6.000 toeschouwers en kreeg een eigen clubhuis in een ruimte van het Olympisch stadion.
De fusie met stadgenoot DWS was een ander beladen onderwerp. Koekebakker vormde samen met DWS-voorzitter Dé Stoop en Thijs Jansen, voormalig competitieleider van de KNVB, het comité van voorbereiding. Koekebakker ontving bedreigingen
en trok zich vlak voor het tot stand komen van de fusieclub FC Amsterdam terug.

### Privé
Koekebakker had tijdens zijn voetbalperiode een sigarenzaak in hartje Amsterdam. Daarnaast werkte hij als vertegenwoordiger voor drankenfirma’s. Hij trouwde op 18 januari 1951 met Tiny de Roij. Het echtpaar kreeg drie kinderen.
Piet Koekebakker werd in 1987 benoemd tot erelid van Blauw Wit.Hij overleed op 73-jarige leeftijd in 1997.

## Carrièrestatistieken
| Seizoen | Club      | Land      | Competitie                   | Competitie | Competitie | Beker | Beker | Internationaal | Internationaal | Ned.kamp. | Ned.kamp. | Totaal | Totaal |
| Seizoen | Club      | Land      | Competitie                   | Wed.       | Dlp.       | Wed.  | Dlp.  | Wed.           | Dlp.           | Wed.      | Dlp.      | Wed.   | Dlp.   |
| ------- | --------- | --------- | ---------------------------- | ---------- | ---------- | ----- | ----- | -------------- | -------------- | --------- | --------- | ------ | ------ |
| 1948/49 | Blauw Wit | Nederland | Eerste klasse West I         | 12         | 4          | –     | 0     | 0              | 0              | 0         | 0         | 12     | 4      |
| 1949/50 | Blauw Wit | Nederland | Eerste klasse West I         | 16         | 9          | –     | 0     | 0              | 0              | 9         | 8         | 25     | 17     |
| 1950/51 | Blauw Wit | Nederland | Eerste klasse C              | 22         | 16         | –     | 0     | 0              | 0              | 7         | 2         | 29     | 18     |
| 1951/52 | Blauw Wit | Nederland | Eerste klasse B              | 14         | 5          | –     | 0     | 0              | 0              | 0         | 0         | 14     | 5      |
| 1952/53 | Blauw Wit | Nederland | Eerste klasse B              | 23         | 7          | –     | 0     | 0              | 0              | 0         | 0         | 23     | 7      |
| 1953/54 | Blauw Wit | Nederland | Eerste klasse B              | 19         | 22         | –     | 0     | 0              | 0              | 0         | 0         | 19     | 22     |
| 1954/55 | Blauw Wit | Nederland | Eerste klasse A (afgebroken) | 4          | 1          | –     | –     | 0              | 0              | 0         | 0         | 4      | 1      |
| 1954/55 | Blauw Wit | Nederland | Eerste klasse C              | 14         | 7          | –     | –     | 0              | 0              | 0         | 0         | 14     | 7      |
| 1955/56 | Blauw Wit | Nederland | Eerste klasse B              | 5          | 3          | –     | –     | 0              | 0              | 0         | 0         | 5      | 3      |
| 1956/57 | Blauw Wit | Nederland | Eerste divisie B             | 30         | 19         | 2     | 3     | 0              | 0              | 0         | 0         | 32     | 22     |
| 1957/58 | Blauw Wit | Nederland | Eredivisie                   | 30         | 18         | 0     | 0     | 0              | 0              | 0         | 0         | 30     | 18     |
| 1958/59 | Blauw Wit | Nederland | Eredivisie                   | 1          | 0          | 0     | 0     | 0              | 0              | 0         | 0         | 1      | 0      |
| Totaal  | Totaal    | Totaal    | Totaal                       | 190        | 111        | 2     | 3     | 0              | 0              | 16        | 10        | 208    | 124    |